# Miami Beach (serie televisiva)
Miami Beach (South Beach) è una serie televisiva statunitense in 7 episodi di cui sei trasmessi per la prima volta nel corso di una sola stagione nel 1993.

## Trama
South Beach, Florida. Kate Patrick Butler è una ladra a cui, insieme con il partner Vernon, vengono date due possibilità: andare in prigione o lavorare per un ente governativo gestito da un uomo di nome Roberts. Kate e Vernon prendono così parte a varie pericolose missioni per conto di Roberts che di solito li invita a fare uso delle loro abilità come ladri. Altro personaggio regolare è Roxanne, interpretata da Patti D'Arbanville. Il primo episodio vede l'attore britannico Christopher Bowen come guest star nel ruolo di Dimitriev.

## Personaggi e interpreti
- Kate Patrick (7 episodi, 1993), interpretata da Yancy Butler.
- Roberts (5 episodi, 1993), interpretato da John Glover.
- Vernon (4 episodi, 1993), interpretato da Eagle-Eye Cherry.
- Roxanne (4 episodi, 1993), interpretata da Patti D'Arbanville.

## Produzione
La serie, ideata da Dick Wolf e Robert De Laurentiis, fu prodotta da Universal TV e Wolf Films. Le musiche furono composte da Mark Mothersbaugh. Sette episodi furono prodotti, ma solo sei andarono in onda durante la prima televisiva.

### Registi
Tra i registi sono accreditati:
- David Carson
- Félix Enríquez Alcalá
- James Frawley
- Christopher Leitch
- Edwin Sherin

### Sceneggiatori
Tra gli sceneggiatori sono accreditati:
- Glenn Davis
- Robert De Laurentiis
- William Laurin
- Robert Palm
- Allison Robbins

## Distribuzione
La serie fu trasmessa negli Stati Uniti dal 6 giugno 1993 al 12 agosto 1993 sulla rete televisiva NBC. In Italia è stata trasmessa con il titolo Miami Beach.
Alcune delle uscite internazionali sono state:
- negli Stati Uniti il 6 giugno 1993 (South Beach)
- in Australia il 2 dicembre 1993
- in Germania il 18 agosto 1996
- in Italia (Miami Beach)

## Episodi
| Stagione       | Episodi | Prima TV USA |
| -------------- | ------- | ------------ |
| Prima stagione | 7       | 1993         |